# Xutos & Pontapés
Xutos & Pontapés ist eine portugiesische Rockband, die 1978 gegründet wurde und bei Universal unter Vertrag steht.

## Geschichte

### Der Beginn
1978 gründeten die vier Punks Zé Pedro (José Pedro Reis), Kalú (Carlos Ferreira), Tim (António Santos) und Zé Leonel (José Leonel) in Lissabon die Band. Ihr erstes Konzert gaben sie am 13. Januar 1979, zusammen mit Portugals Ur-Punkband Faíscas, die an dem Abend letztmals auftraten.
Vier Jahre nach der Nelkenrevolution und dem Ende des autoritären Estado Novo waren die wirtschaftlichen und kulturellen Möglichkeiten im Land noch begrenzt. Jedoch drängte bereits eine erstarkende Bewegung junger Bands in die Öffentlichkeit, die sich zwar mit den Zielen der Revolution und ihren Liedermachern uneingeschränkt solidarisierten, die aber bereits eine andere Sprache besaßen und junge Rockmusik spielen wollten. Die ersten Schallplatten erschienen, die steigenden Verkäufe und Konzertbesucherzahlen ließen einen Markt entstehen, mit UHF als der ersten erfolgreichen portugiesischsprachigen Rockband. Es kam zum Boom do Rock Português der frühen 80er Jahre. Die Xutos galten dabei als besonders subversiv, doch auch sie konnten neben Namen wie Rui Veloso, UHF, Taxi oder GNR ihre Popularität beträchtlich erhöhten.
Der Sänger Zé Leonel verließ die Band 1981 (er gründete die Band Ex-Votos, 2001 verstarb er), der Bassist Tim übernahm den Gesang, und Francis kam neu in die Band (Gitarre). Es folgten zwei Singles und 1982 das erste Album, mit Aufnahmen aus ihrem Songmaterial von Gründung 1978 bis 1982.
1983 verließ Francis die Band, es kamen João Cabeleira (Gitarre) und Gui (Saxofon). Die Besetzung besteht bis heute, und es sind die Lieder und Konzerte dieser Zeit (besonders im Lissabonner Rock Rendez-Vous), die eine besondere Beziehung zwischen Band und Publikum entstehen ließen, die bis heute mit keiner anderen Band in Portugal zu vergleichen ist. Es folgten weitere Schallplattenaufnahmen, die nach dem Abebben des Booms für die wenigen Independent-Label des Landes wieder schwieriger zu realisieren sind.
Hier legten die Xutos das Fundament für ihren Erfolg, in dem sie neben ihren künftigen Markenzeichen (Das „X“-Logo, die verschieden getragenen roten Bandanas) ein funktionstüchtiges Konzertmanagement forcierten, das ihnen Touren durch das ganze Land ermöglichte. Dies war ungewöhnlich und keine Normalität in den 80ern in Portugal.

### Der Erfolg
Angesichts der stetig steigenden Publikumszahlen nahm Portugals Polygram die Band unter Vertrag. Die Verkäufe des folgenden Albums „Circo de Feras“ liefen blendend (Silber-Status), doch vor allem die dann folgende EP „7° Single“ mit dem Stück „Minha casinha“ (eine augenzwinkernde Version des 1943 von Milú im populären Film „O Costa do Castelo“ gesungenen Liedes) überraschte durch sehr hohe Verkaufszahlen (Platin-Status) und machten die Band nun zu einem nationalen Phänomen.

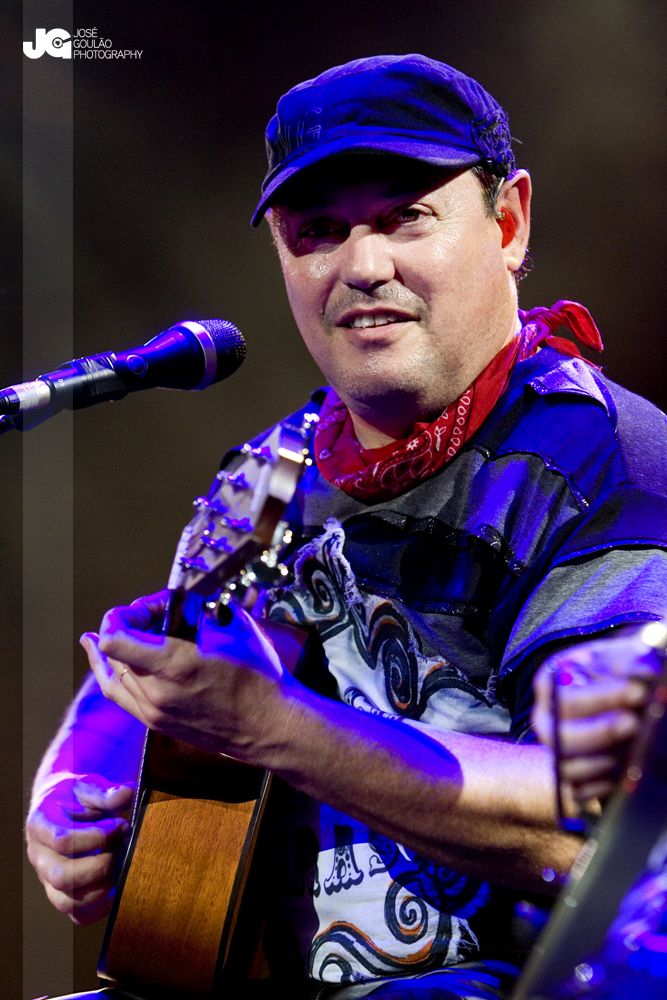
Sänger Tim (2011)

Ihr dreifach-Live-Album (vom „Sandinista“-Album von The Clash inspiriert) von 1988 hieß schlicht „88“ und wurde zu einem günstigen Preis verkauft. Im November 1988 veröffentlicht, erreichte es innerhalb von 20 Tagen Platin-Status (in Frankreich wurde es später als „90“ veröffentlicht). Sie wurden nun die erfolgreichste portugiesische Band aller Zeiten. Sie spielten 1989 auf dem jährlichen Avante!-Festival (Festa do Avante!) vor 100.000 Menschen und waren nun medial so präsent wie keine Band vor ihnen. Zu diesem Zeitpunkt ließen sie den Status einer Independent-Band hinter sich, ohne jedoch eine Änderung im Auftreten vorzunehmen.
Nach dem folgenden, in Brasilien aufgenommenen Album „Gritos Mudos“ brachen die Verkaufs- und Publikumszahlen ein. Eine Biografie erschien 1991, und die Bandmitglieder widmeten sich anderen Dingen (Zé Pedro eröffnete den Konzertclub „Johnny Guitar“, Tim gründete das Label „El Tatu“ und beteiligte sich an anderen Projekten).
Mit den beiden nachfolgenden Alben (eines erreicht Silber-Status) und erfolgreichen Konzerten begann die Band eine erneut aktivere Phase. Sie spielten zum 15. Bandjubiläum mit Ex-Mitgliedern und wurden nun als „größte Rockband Portugals“ betitelt.
Sie spielten vermehrt akustische Konzerte, inspiriert durch die „MTV Unplugged“-Projekte der Zeit, die als Tonträger Platin-Status erreichten und ihr Publikum weiter vergrößerten. Sie machten Filmmusik und veröffentlichten „Best Of“-Zusammenstellungen. Zu ihrem 20. Jubiläum erschien ein Tribut-Album, auf dem die bekanntesten Namen des Pop&Rock in Portugal auf zwei CDs Lieder der Xutos neu interpretieren, und das Jubiläumskonzert im Pavilhão Atlântico war schnell ausverkauft. Sie sind fortan die unbestritten populärste Band Portugals, und allein 2001 kamen 600.000 Menschen zu ihren Konzerten.
2004 feierten sie ihr 25. Bühnenjubiläum vor 28.000 Menschen bei zwei ausverkauften Konzerten, wieder im Pavilhão Atlântico, und erhielten den Orden für Verdienst aus der Hand des Präsidenten Jorge Sampaio. 2005 veröffentlichten sie die beiden Konzerte als DVD, welche schnell Dreifach-Platin erreichte.

### Heute
Die Band ist ungebrochen erfolgreich. So stieg ihr letztes Album 2009 sofort auf Platz 1 der Verkaufscharts ein und errang Gold-Status, und auch 2011 sind ihre Konzerte selbst in den größten Hallen ausverkauft.
Es gab immer wieder Versuche, auch im Ausland Erfolg zu haben. Doch auch wenn sie regelmäßig in Spanien und Frankreich spielten und Konzerte von Macau bis Kanada gaben, so stellte sich außerhalb Portugals bis heute nirgendwo vergleichbarer Erfolg ein.
Es gab immer wieder Gastauftritte und Beteiligungen der Bandmitglieder an anderen Projekten, insbesondere ist das Soloprojekt von Tim zu nennen mit inzwischen vier Alben.
Zé Pedro verstarb am 30. November 2017 in Lissabon an einer Krebserkrankung. Sein Tod erregte große Aufmerksamkeit in der Öffentlichkeit Portugals.
Im Laufe des Jahres 2018 entschied die Band, ohne ihr verstorbenes Gründungsmitglied weiterzumachen. Die Gruppe spielte seither einige Konzerte, insbesondere Festivals.
2019 erschien das Album Duro zum 40. Bühnenjubiläum der Band.

## Rezeption
Heute sind die Xutos weiter die Band mit der breitesten Publikumsunterstützung in Portugal. Es gibt erfolgreiche Xutos-Cover-Bands, neben ungezählten Fanbloggs auch sachliche Xutos-Informationsseiten und Fanclubs.

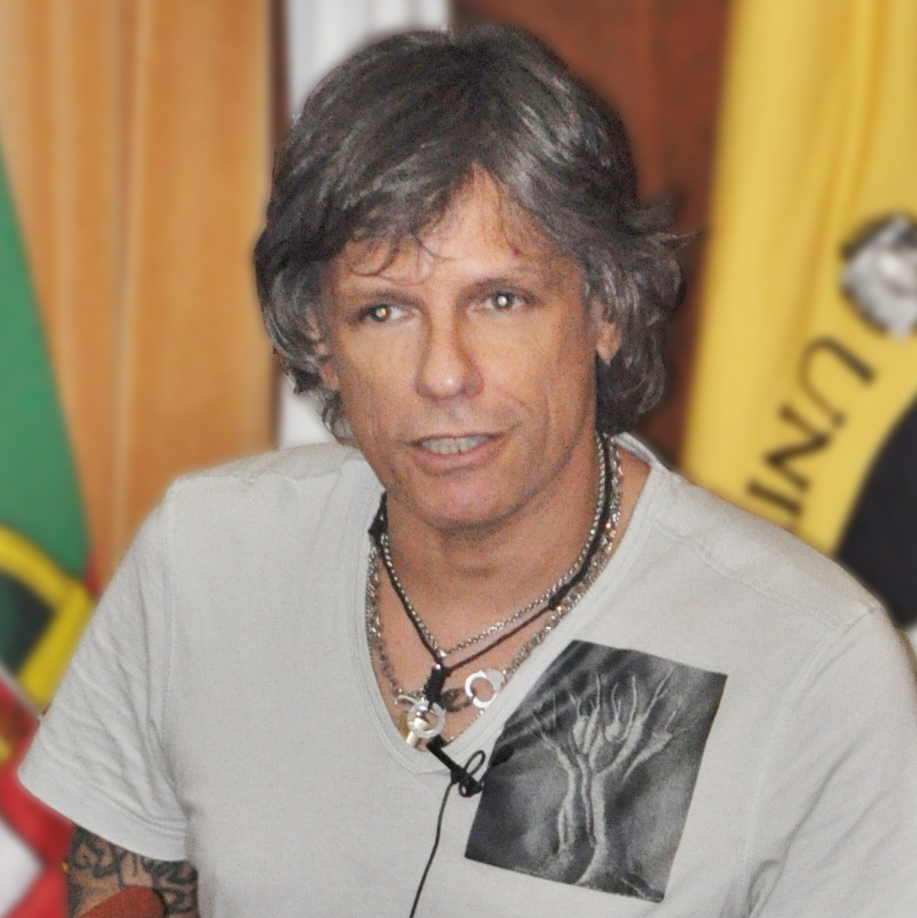
Gitarrist Zé Pedro (2011)

Einer der Gründe ist ihre Bodenhaftung. Trotz allen (auch wirtschaftlichen) Erfolges sind sie nie mit Popstar-Allüren oder -Skandalen aufgefallen, sondern haben sich Natürlichkeit in Auftreten und Sprache bewahrt. Ihre Fannähe ist in Portugal legendär, ganz besonders die von Zé Pedro. Auch das ungewöhnlich leise und konsequente Engagement, für den Szene-Nachwuchs, aber auch in sozialen Fragen, ist bekannt. Hier schließt sich der zweite Grund an: die Band trat nie übermäßig provozierend auf, und eckte doch oft an (Lieder wie Sémen (Samen) oder Ave Maria wurden anfangs nicht im Radio gespielt, wenige Jahre nach der Nelkenrevolution war diese Zensur ein Politikum in Portugal). Die Xutos machten aus ihren Ansichten zu Religion, sozialer Ungerechtigkeit und Willkür der Mächtigen nie einen Hehl. Gingen sie auch selten offensiv mit diesen Themen um, so ziehen sich entsprechend kritische Texte doch konsequent durch ihre ganze Karriere bis heute. Sie treten häufig mit der Nationalflagge im Bühnenbild oder dem Trikot der Nationalmannschaft auf, insbesondere Sänger Tim, und verbinden dies mit Offenheit und einer deutlichen emanzipatorischen und kritischen Haltung gegenüber konservativen, rechten und marktradikalen Gesellschaftsgruppen (in Texten, Ansagen etc.). Diese unaufdringliche Selbstverständlichkeit und Konsequenz in der Haltung ist eines der entscheidenden Bindeglieder zwischen Band und Publikum, das sich nie selbstverliebten, egozentrischen Rockstars oder sprunghaften und abgehobenen Promis gegenübersah. Bei aller „Gesetztheit“ der Band heute bleiben die Xutos für ihr Publikum alte Freunde, mit denen man sowohl eine aufregende Vergangenheit als auch eine andauernde Vertrautheit teilt. Dies wird als heute seltenes, wertvolles Gut begriffen. Publikum und Band können sich aufeinander verlassen, und so bestärken sie sich gegenseitig weiter. Eine Abschottung gegen die restliche Gesellschaft findet dabei nicht statt; bei aller Xutos-eigener Symbolik wird kein offensiver Bandkult mit vielen Codes und besonderen Slogans gepflegt.

## Diskografie

### Studioalben
| Jahr | Titel                | Höchstplatzierung, Gesamtwochen, AuszeichnungChartsChartplatzierungen (Jahr, Titel, Platzierungen, Wochen, Auszeichnungen, Anmerkungen) | Anmerkungen                           |
| Jahr | Titel                | PT | Anmerkungen                           |
| ---- | -------------------- | --- | ------------------------------------- |
| 2004 | O mundo ao contrario | PT1 Gold · (21 Wo.)PT |                                       |
| 2009 | Xutos & Pontapés     | PT1 Platin · (24 Wo.)PT |                                       |
| 2014 | Puro                 | PT1 (18 Wo.)PT | Erstveröffentlichung: 10. Januar 2014 |
| 2016 | Se me amas           | PT1 (33 Wo.)PT |                                       |
| 2019 | Duro                 | PT1 (28 Wo.)PT | Erstveröffentlichung: 25. Januar 2019 |

Weitere Studioalben
- 1982: 78/82
- 1985: Cerco
- 1987: Circo de Feras
- 1988: 88
- 1990: Gritos Mudos
- 1992: Dizer Não de Vez
- 1993: Direito ao deserto
- 1997: Dados viciados
- 1998: Tentação
- 2001: XIII

### Livealben
| Jahr | Titel        | Höchstplatzierung, Gesamtwochen, AuszeichnungChartsChartplatzierungen (Jahr, Titel, Platzierungen, Wochen, Auszeichnungen, Anmerkungen) | Anmerkungen             |
| Jahr | Titel        | PT | Anmerkungen             |
| ---- | ------------ | --- | ----------------------- |
| 1988 | Ao Vivo      | PT6 (8 Wo.)PT | Charteinstieg erst 2009 |
| 2003 | Nesta Cidade | PT25 Silber · (4 Wo.)PT |                         |

grau schraffiert: keine Chartdaten aus diesem Jahr verfügbar
Weitere Livealben
- 1995: Ao Vivo Na Antena 3
- 2000: 1º De Agosto No Rock Rendez-Vous
- 2002: Sei Onde Tu Estás (Ao Vivo 2001)
- 2012: Ao vivo Rock in Rio (mit Titãs)

### Kompilationen
| Jahr | Titel                  | Höchstplatzierung, Gesamtwochen, AuszeichnungChartsChartplatzierungen (Jahr, Titel, Platzierungen, Wochen, Auszeichnungen, Anmerkungen) | Anmerkungen                             |
| Jahr | Titel                  | PT | Anmerkungen                             |
| ---- | ---------------------- | --- | --------------------------------------- |
| 2000 | Vida malvada           | PT29 (8 Wo.)PT | Charteinstieg PT: 2018                  |
| 2006 | Grandes êxitos         | PT9 Gold · (39 Wo.)PT | Charteinstieg PT: 2017                  |
| 2014 | 35                     | PT3 (20 Wo.)PT | Erstveröffentlichung: 28. November 2014 |
| 2019 | 40 anos a dar no duro  | PT1 (43 Wo.)PT | Erstveröffentlichung: 15. November 2019 |
| 2020 | Grandes êxitos vol. II | PT19 (8 Wo.)PT | Erstveröffentlichung: 30. Oktober 2020  |

grau schraffiert: keine Chartdaten aus diesem Jahr verfügbar
Weitere Kompilationen
- 1999: XX Anos, XX Bands (Tribute-Sampler für Xutos & Pontapés)
- 2001: „O melhor de 2“ (2CD, mit Peste&Sida)
- 2004: Para sempre

### Singles
| Jahr | Titel Album                | Höchstplatzierung, Gesamtwochen, AuszeichnungChartsChartplatzierungen (Jahr, Titel, Album, Platzierungen, Wochen, Auszeichnungen, Anmerkungen) | Anmerkungen             |
| Jahr | Titel Album                | PT | Anmerkungen             |
| ---- | -------------------------- | --- | ----------------------- |
| 1986 | O homem do leme Cerco      | PT48 Platin · (1 Wo.)PT | Charteinstieg erst 2017 |
| 1987 | Circo de feras             | PT83 Gold · (1 Wo.)PT | Charteinstieg erst 2017 |
| 1987 | Contentores Circo de feras | PT93 Platin · (1 Wo.)PT | Charteinstieg erst 2017 |
| 1988 | A minha casinha 88         | PT89 Platin · (1 Wo.)PT | Charteinstieg erst 2017 |

grau schraffiert: keine Chartdaten aus diesem Jahr verfügbar
Weitere Singles
- 1981: Sémen
- 1982: Toca e Foge
- 1984: Remar, Remar
- 1986: Barcos Gregos / Homem Do Leme
- 1987: Sai Para Rua
- 1987: 7° Single
- 1987: Não Sou O Único (PT: Gold)[27]
- 1988: Para Ti Maria (PT: Gold)[28]
- 1989: Se Me Amas / Submissão
- 1990: Inimigos
- 1992: Chuva Dissolvente
- 1993: Estupidez
- 1997: Dá um Mergulho
- 1997: Manhã Submersa
- 1998: Para Sempre
- 2004: Ai se ele cai (PT: Gold)[29]
- 2006: Sexta-Feira 13
- 2007: É Tão Fácil
- 2009: Quem é Quem
- 2009: Perfeito Vazio
- 2013: Tu Também

### Boxsets
- 2004: 25 Singles (25 CD-Singles-Box)

### Videoalben
- 2005: Ao Vivo no Pavilhão Atlântico
- 2006: Ai a Puta da Minha Vida (3-DVD-Box)
- 2008: O Circo de Feras – Ao Vivo no Campo Pequeno
- 2009: Estádio do Restelo (2-DVD, PT: Platin)[30]

## Bibliografie
- 1991: Conta-me histórias Ana Cristina Ferrão (Assírio & Alvim) ISBN 972-37-0289-4.
- 1998: Fotobiografia Xutos & Pontapés (El Tatu) ISBN 972-8494-02-5.
- 2007: Não sou o único Autobiografie Zé Pedros (Editorial Presença) ISBN 978-972-23-3792-2.
- 2009: 30 anos de Xutos & Pontapés (Bertrand Editora) ISBN 978-972-25-2063-8.
- 2009: Xutos & Pontapés – As Melhores Canções para Crescer (Oficina do livro) Kinderbuch ISBN 978-989-555-480-5.
- 2009: Conta-me histórias Ana Cristina Ferrão (Assírio & Alvim) Erweiterte Neuauflage ISBN 978-972-37-1414-2.
- 2011: Xutos & Pontapés Alex Gozblau (A Bela e o Monstro Edições) Comic-Serie über port. Bands ISBN 978-989-8508-00-3.